# Kommunikációs Antropológiai Munkacsoport
Kommunikációs Antropológiai Munkacsoport (KAM) 1979-ben Csíkszeredában alakult szabad kutatócsoport, célja a korabeli romániai magyarság körében észlelt társadalmi és művelődési jelenségek antropológiai vizsgálata. 1980-tól egy ideig Balázs Lajos vezetésével a Hargita megyei Pártkabinet keretében létező Etnológiai Kör nyújtott lehetőséget számukra az együtt munkálkodásra, 1985-től azonban a nyilvános találkozás és vitaestek tartása lehetetlenné vált, s ekkortól hetente-kéthetente különböző lakásokon tartottak előadásokat, szemináriumokat, vitákat.
Indulása időszakában a csoport műhelyének tekintette a TETT tematikus számait (az 1980/3. számtól majdnem minden füzetben jelen voltak egy vagy több tanulmánnyal). E munka során alakult ki első közös témájuk: a folklorizmus jelenségkomplexumának vizsgálata. Ebből a tárgykörből jelentették meg közös kötetüket 1987-ben Néphagyományok új környezetben címmel. A Péntek János előszavával kiadott kötetben a csoport tagjai közül Bíró A. Zoltán, Bodó Julianna, Csíki Irén, Gagyi József, Lukács Borbála, Oláh Sándor és Túros Endre közölt (szerepelnek benne még Iosif Herțea, Dumitru Micu és Mihai Pop, valamint Balázs Lajos tárgykörhöz kapcsolódó tanulmányai). A kötet heves vitát váltott ki a hagyományos néprajz és folklórtudomány művelői részéről. 1989-ben elkészült – de csak belső használatra – Hát idefigyelj, édes fiam... c. második kötetük. A csoporthoz ekkor már Magyari Nándor László és Magyari Vincze Enikő is hozzátartozik.
"Kutatási témáik közül – amint maguk írják – kiemelten fontosnak tekintik a következőket: a központi hatalom és a mindennapi élet viszonya az elmúlt évtizedekben; egyéni és közösségi jellegű migrációs modellek; interetnikus kapcsolatok; gazdálkodási-életvezetési modellek; nemzeti, regionális identitás" (Bíró A. Zoltán előszava a Kapcsolat, környezet, közösség c. kötethez). Írásaikban erős kritikai éllel foglalkoztak a romániai magyar társadalomnak az 1980-as évekre szerintük tartalmukat vesztett, "kiürült" formáival: a népi kultúra "divatjával", a funkcióját vesztett intézményrendszerrel, azzal a nyelvezettel, amely csak a helytállás frazeológiáját őrizte, de képtelen volt valóságos közösségmegtartó erővé válni.
Mivel a diktatúra szellemi kényszerhelyzetében e kérdések nyílt, tudományos igényű megvitatása lehetetlen volt, a Kommunikációs Antropológiai Munkacsoporthoz tartozók írásait sokan minősítették "destruktív"-nak, "eszményromboló"-nak, holott azokban a közösségi megnyilvánulások újfajta megközelítési módja rejtőzött.
A Kommunikációs Antropológiai Munkacsoport 1989 decembere után rögtön nyilvánosság elé lépett, s hivatalosan bejegyzett intézményként (1990. január 25.) önálló kiadványokban, folyóiratokban (Átmenetek, 1990; Helyzet, 1991), vitaüléseken hozta nyilvánosság elé munkája eredményeit.
Az 1991-ben újjászerveződött Kommunikációs Antropológiai Munkacsoport szakmai tevékenységéről 1992 elején kiadott tájékoztató szerint "a KAM 6 tagja közös kutatási program keretében foglalkozott a Csíki-medence urbanizációs folyamataival". Szakmai kutatások folytak többek közt Kizárási és bekebelezési technikák elemzése magyar-román interetnikus kapcsolatokban (Bodó Julianna-Bíró A. Zoltán), Az élettörténet-mesélés mint identitásépítési módszer (Gagyi József), Rituális szövegek a homoródalmási temetésen (Oláh Sándor) címen. Az intézmény tagjai felváltva előadásokat tartottak Budapesten az Eötvös Loránd Tudományegyetem kulturális antropológia tanszékén, valamint bukaresti, Klagenfurti és kolozsvári konferenciákon, és előadássorozatot szerveztek Csíkszeredában az antropológiai terepmunka módszertani kérdéseiről.